# Patrick Proctor Alexander
Vous lisez un « bon article » labellisé en 2023.
Pour les articles homonymes, voir Proctor et Alexander.
Patrick Proctor Alexander, né le 28 octobre 1824 à St Andrews et mort le 14 novembre 1886 à Édimbourg, est un écrivain et philosophe écossais.
Après ses études à St Andrews, il essaie, sous la pression de son père, de se lancer dans les affaires à Glasgow. Après quelques déboires, il s'installe finalement à Édimbourg où se déroule sa carrière littéraire. Il y entreprend des études de métaphysique et publie divers ouvrages satiriques, dont un ouvrage sur John Stuart Mill où il imite le style de Thomas Carlyle, ce qui lui vaut d'être considéré comme un satiriste accompli par ses contemporains.
S'éloignant petit à petit de la philosophie, il écrit quelques poèmes et des articles de presse. Proche du poète Alexander Smith, il se charge de rassembler ses dernières œuvres dans un recueil publié un an après la mort de son ami, dont il évoque la vie dans la préface.
Si son style et sa prose sont reconnus, il manque d'ambition et n'obtient jamais le succès. Il termine sa vie « morose et sans but », n'écrivant plus.

## Biographie

### Jeunesse
Patrick Proctor Alexander naît le 28 octobre 1824 à St Andrews en Écosse. Son père, Andrew Alexander, y est professeur de grec,. Il effectue ses études d'abord au Madras College, puis à l'université de St Andrews. Il souhaite rejoindre l'armée, mais l'achat d'une commission pour devenir officier est trop onéreux pour sa famille.

### Début de carrière
Après ses études, il essaye en vain de se lancer dans les affaires à Glasgow,,. Patrick Proctor Alexander manque en effet d'aptitudes dans le domaine. Dès cette époque, il « a l'air d'un bohémien, bien que sa tenue et ses manières soient celles d'un parfait gentleman ». Poussé par son père, il devient commis dans un entrepôt. Il abandonne cependant rapidement cette activité et écrit finalement quelques articles pour le quotidien The Glasgow Citizen.
En 1861, après quelques années passées à Glasgow, il s'installe à Édimbourg, où il poursuit une activité littéraire modeste comme journaliste pour The Scotsman et rédacteur pour la Chambers's Encyclopædia et l'Encyclopædia Britannica. En parallèle, il occupe un poste académique d'examinateur en philosophie à l'université de St Andrews,, se déclarant « ravi de l'honneur qu'on lui fait en le nommant à cette fonction »,.
En 1865, il couvre le procès pour meurtre d'Edward William Pritchard pour le compte de l'Edinburgh Courant. Il y effectue des esquisses des personnalités importantes de l'assemblée. Cependant, comme le mentionne un de ses amis, elles étaient d'« une telle précision de trait qu'on lui demanda, pour l'amour de Dieu, de les arrêter avant que le procès n'en soit à sa moitié ! »

### Le philosophe
| Dessin en couleurs d'un homme de profil penché en avant                       |  | Peinture d'un personnage coiffé d'un large chapeau noir et fumant une longue pipe. |
| Caricature de John Stuart Mill par Leslie Ward, parue dans Vanity Fair, 1873. |  | Thomas Carlyle. Détail d'une toile de J. R. Skelton (1920).                        |

Il entreprend également des études de métaphysique sous la direction de William Hamilton. En 1865, ce dernier est attaqué par John Stuart Mill à travers l'ouvrage An Examination of Sir William Hamilton's Philosophy. Souhaitant défendre son maître, Patrick Proctor Alexander écrit alors un ouvrage, Mill and Carlyle, s'attaquant principalement au chapitre sur le libre arbitre. Il s'agit d'une œuvre satirique sur Mill et Thomas Carlyle,. Il s'imprègne du style de Carlyle, qu’il imite au point de tromper le public, beaucoup pensant que l'une de ses diatribes les plus tranchantes provenait de Carlyle lui-même. Dans la troisième édition de son ouvrage, Mill répond à quelques remarques d'Alexander à travers des notes de bas de page. Alexander réagit avec un nouvel ouvrage, Moral Causation, en 1868,. Assez étonnamment, Mill ne prête pas attention à l'œuvre ; Alexander lui envoie alors son livre. Mill, dans la quatrième édition de son livre, ne mentionne aucune contestation et Alexander décide alors d'écrire une seconde édition de Moral Causation, que ses amis considèrent d'ailleurs comme sa meilleure œuvre. Cependant, lorsqu'il apprend la mort de Mill, il déchire son manuscrit, invoquant la locution latine « De mortuis nihil nisi bonum ».

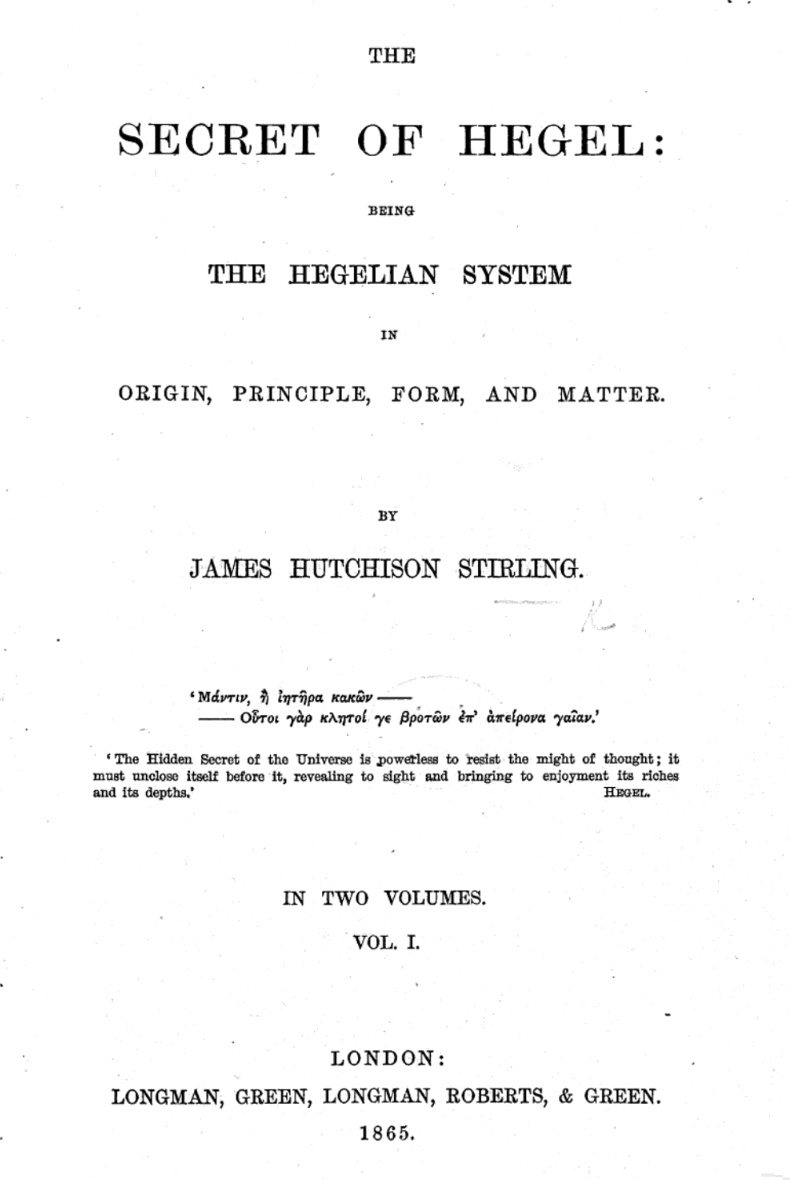
Page de garde de la première édition du Secret de Hegel de James Hutchison Stirling (1865) que ce dernier aurait réussi à dissimuler, selon Patrick Proctor Alexander.

Dans le chapitre de leur mémoire qu'ils lui consacrent en 1903, les professeurs écossais Knight et Davidson estiment qu'Alexander était « constitutionnellement opposé à ce qu'il considérait comme les errances de la philosophie hégélienne ». C'est ainsi que lorsqu'en 1865, James Hutchison Stirling fait paraître son ouvrage The Secret of Hegel (Le Secret de Hegel), Alexander le commente ironiquement en déclarant à propos de Hegel : « pourquoi un homme de sa classe devrait-il avoir des secrets à garder ? Le temps est compté, et pour l'amour du ciel, pendant sa courte durée, soyons tous aussi explicites que possible » et, à propos de l’ouvrage, que « son auteur a réussi à dissimuler le secret ».
En 1868, il édite les Derniers Feuillets (Last leaves, sketches and criticisms) de son ami Alexander Smith, mort l'année précédente,,. Il signe également la préface dans laquelle il évoque la vie du poète, rencontré grâce à James Hedderwick, le fondateur du Glasgow Citizen où Alexander avait fait ses débuts quelques années plus tôt. Les deux hommes se lient vite d'une solide amitié et se rapprochent de Hugh MacDonald, lui aussi poète et journaliste. Ceux-ci participent activement à la vie littéraire de Glasgow. Patrick Proctor Alexander y est connu sous le nom de « Pat » Alexander et est considéré comme « de loin le membre le plus brillant » des différents acteurs du monde littéraire de la ville. Il n'est toutefois pas remarqué par le public, car il est notamment éclipsé par Hugh Macdonald, écrivant alors ses « randonnées » à propos de Glasgow (Rambles Round Glasgow), et par  « quelques hommes plus âgés, de genre vernaculaire, dont l'humour racé, d'un timbre plus familier que celui d'Alexander, était plus au goût de la majorité des hommes de Glasgow ».

### Le satiriste

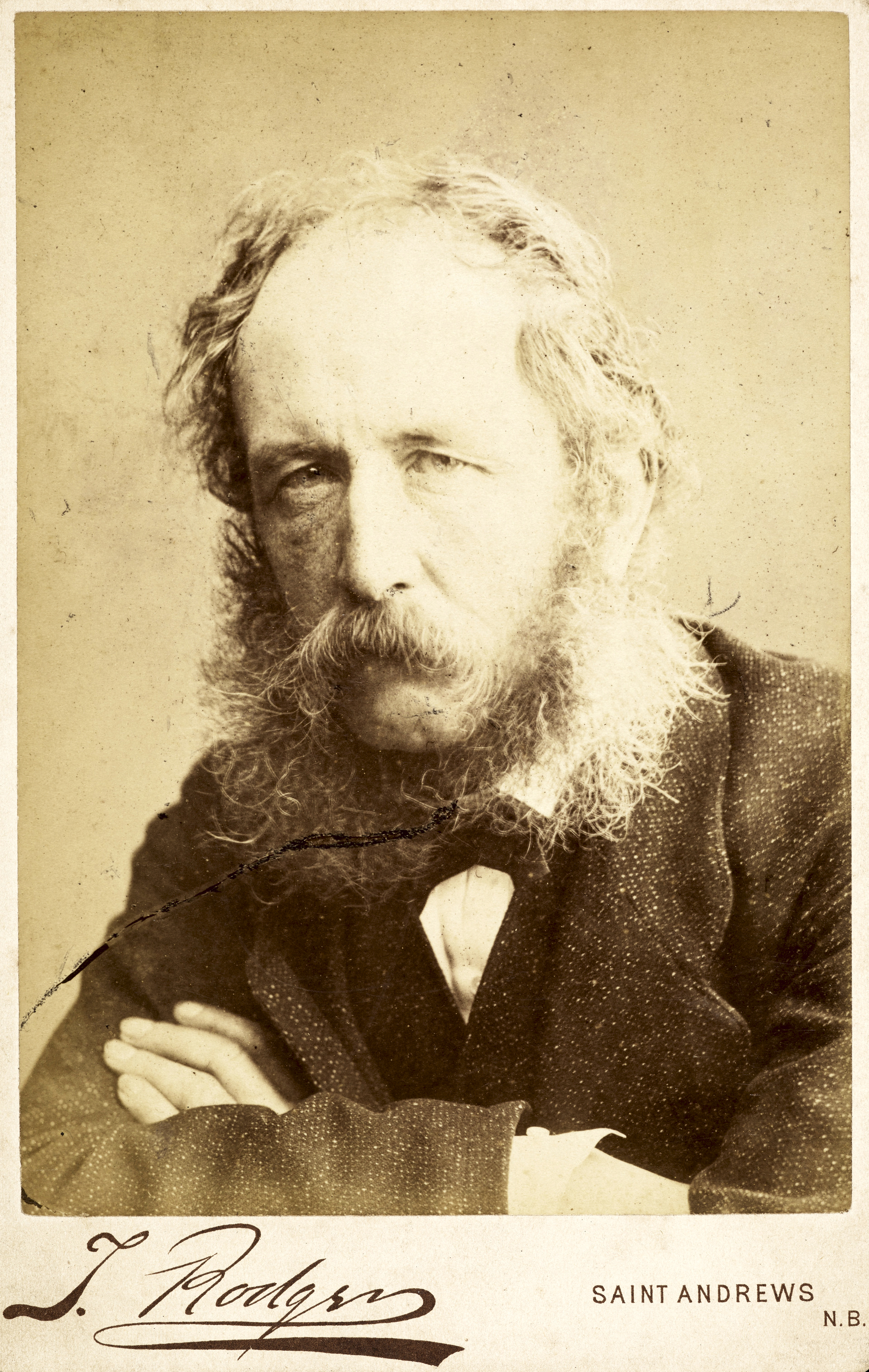
Photographie de Patrick Proctor Alexander par Thomas Rodger.

À partir de cette période, Patrick Proctor Alexander ne s'intéresse guère aux philosophes de son temps, s'arrêtant à William Hamilton pour les britanniques et ne lisant ni auteurs allemands ni français. Ses intérêts ne sont plus que littéraires et non spéculatifs, examinant les problèmes philosophiques à travers la satire.
Il reprend le personnage de « Carlyle », introduit quelques années plus tôt dans Mill and Carlyle, avec Carlyle Redivivus: Being an Occasional Discourse on Sauerteig by Smelfungus (« Carlyle ressuscité : un discours de circonstance sur Sauerteig, par Smelfungus » en français). Cet ouvrage est salué, Swinburne le considérant comme étant « de loin le meilleur texte de prose burlesque » qu'il connaisse en anglais. Alexander Hay Japp le décrit comme « la meilleure parodie des écrits de Carlyle » notamment avec un passage intitulé « cooking of historical pork-chops » (en français, « cuisson des côtes de porc historiques »). Carlyle lui-même a un profond respect pour Alexander et lui écrit pour lui dire qu'il a lu avec intérêt Derniers Feuillets.
En 1875, il publie finalement une réponse à la quatrième édition de An Examination of Sir William Hamilton's Philosophy par Mill en éditant une seconde édition de Moral Causation,.
Au-delà de ses satires et son travail de journaliste, Patrick Proctor Alexander écrit également de la poésie. Certains de ses sonnets sont publiés dans divers magazines dont Fraser's Magazine ou The Spectator mais aucun recueil n'est publié,. Ils sont néanmoins reconnus comme de grande qualité. Il fréquente également divers clubs à Édimbourg comme le Evening Club ou le Pen and Pencil Club.

### Dernières années

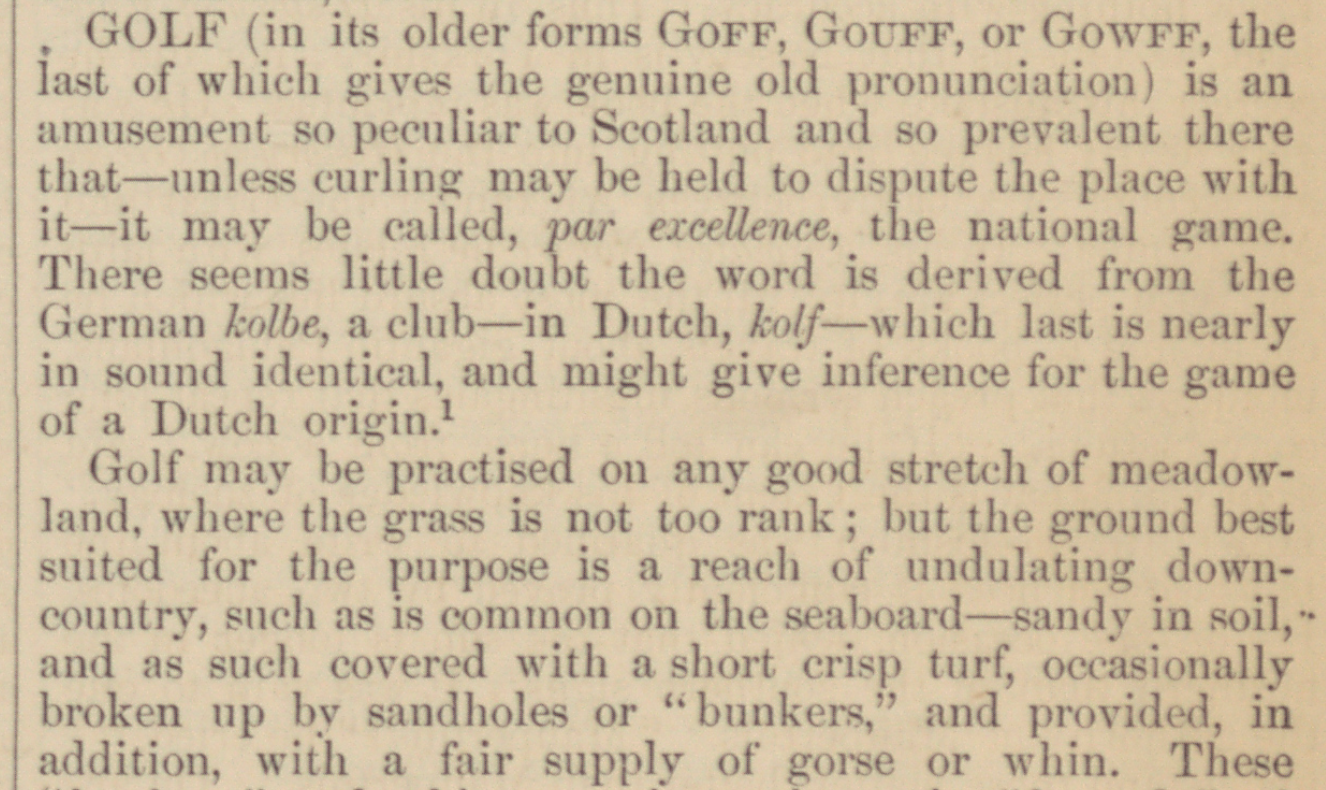
Le début de l'article « Golf » dans la neuvième édition de lEncyclopædia Britannica (1879) : un amusement si particulier à l'Écosse et si répandu là-bas [...] qu'on peut l'appeler le sport national par excellence.

D'après James Hedderwick, Patrick Proctor Alexander manque d'ambition et n'aura jamais la gloire qu'il mérite. Il le décrit « légèrement négligent et bohème dans ses habitudes » vers la fin de sa vie, la mort de Smith et MacDonald le laissant « morose et sans but ». Durant ses dernières années, il n'écrit plus et semble dépassé par le rythme des journaux de l'époque, et « par le peu d'espace disponible pour un cri de plus dans le vacarme ». Son style inimitable se retrouve néanmoins dans quelques articles d'encyclopédies. Son article consacré au golf dans Britannica, publié en 1879, témoigne selon The Aberdeen Journal d'un accès de « zèle spasmodique », Patrick Proctor Alexander sortant à cette occasion de sa torpeur et d'une mélancolie profonde.
Souffrant du cœur, il meurt le 14 novembre 1886 à l'âge de 64 ans, dans la maison de sa sœur située à Édimbourg, dans le Royal Circus,,,,.

## Œuvres
- (en) Mill and Carlyle : An examination of J. S. Mill's doctrine of causation in relation to moral freedom. With an occasional discourse on Sauerteig, by Smelfungus., Édimbourg, William P. Nimmo, 1866 (lire en ligne)  — Réédition partielle avec une préface originale : (en) Carlyle Redivivus : being an occasional discourse on Sauerteig. By Smelfungus. Edited [or rather, written] by P. P. Alexander, Glasgow, James MacLehose and Sons, 1881 (lire en ligne).
- (en) Moral Causation; or, notes on Mr. Mill's Notes to the chapter on 'Freedom' in the third edition of his “Examination of Sir W. Hamilton's Philosophy.”, Édimbourg, William P. Nimmo, 1868 (lire en ligne)  — Seconde édition revue et augmentée publiée par W. Blackwood & Sons, Londres, 1875 [lire en ligne].
- (en) Alexander Smith, Last Leaves; sketches and criticisms, Édimbourg, William P. Nimmo, 1868 (lire en ligne)  — Édition et « mémoire » introductif de Patrick Proctor Alexander.
- (en) Spiritualism : A Narrative with a discussion, Édimbourg, William P. Nimmo, 1871 (lire en ligne).
- (en) « Golf », dans Encyclopædia Britannica : Ninth edition, vol. 10, Édimbourg, A. et C. Black, 1879 (lire en ligne), p. 767-769[n 4].